# Weltmeisterschaften im Gewichtheben 2018
Die Weltmeisterschaften im Gewichtheben 2018 fanden vom 1. November bis zum 10. November in Aşgabat in Turkmenistan statt.

## Medaillengewinner

### Männer

#### Klasse bis 55 kg
| Disziplin | Gold        | Gold   | Silber        | Silber | Bronze           | Bronze |
| --------- | ----------- | ------ | ------------- | ------ | ---------------- | ------ |
| Zweikampf | Om Yun-chol | 282 kg | Arli Chontey  | 258 kg | Mirco Scarantino | 252 kg |
| Reißen    | Om Yun-chol | 120 kg | Arli Chontey  | 120 kg | Josué Brachi     | 115 kg |
| Stoßen    | Om Yun-chol | 153 kg | Lai Gia Thanh | 152 kg | Angel Russew     | 151 kg |

Beim Thailänder Teerapat Chomchuen, der mit 151 kg im Stoßen eine Bronzemedaille gewann, wurden nach der Weltmeisterschaft verbotene Substanzen im Urin nachgewiesen. Er wurde vorläufig gesperrt.

#### Klasse bis 61 kg
| Disziplin | Gold            | Gold   | Silber   | Silber | Bronze             | Bronze |
| --------- | --------------- | ------ | -------- | ------ | ------------------ | ------ |
| Zweikampf | Eko Yuli Irawan | 317 kg | Li Fabin | 310 kg | Qin Fulin          | 308 kg |
| Reißen    | Eko Yuli Irawan | 143 kg | Li Fabin | 142 kg | Qin Fulin          | 139 kg |
| Stoßen    | Eko Yuli Irawan | 174 kg | Li Fabin | 169 kg | Francisco Mosquera | 169 kg |

#### Klasse bis 67 kg
| Disziplin | Gold         | Gold   | Silber         | Silber | Bronze                          | Bronze |
| --------- | ------------ | ------ | -------------- | ------ | ------------------------------- | ------ |
| Zweikampf | Chen Lijun   | 332 kg | Huang Minhao   | 323 kg | Julio Ruben Mayora Pernia       | 322 kg |
| Reißen    | Huang Minhao | 152 kg | Chen Lijun     | 150 kg | Julio Ruben Mayora Pernia       | 147 kg |
| Stoßen    | Chen Lijun   | 182 kg | Doston Yokubov | 180 kg | Oscar Albeiro Figueroa Mosquera | 178 kg |

Der deutsche Teilnehmer Simon Brandhuber landete mit 306 kg im Zweikampf auf dem 11. Platz, mit 146 kg im Reißen belegte er Platz 4.

#### Klasse bis 73 kg
| Disziplin | Gold        | Gold   | Silber         | Silber | Bronze           | Bronze |
| --------- | ----------- | ------ | -------------- | ------ | ---------------- | ------ |
| Zweikampf | Shi Zhiyong | 360 kg | Won Jeong-sik  | 348 kg | Vadim Likharad   | 343 kg |
| Reißen    | Shi Zhiyong | 164 kg | Vadim Likharad | 156 kg | Feng Lyudong     | 155 kg |
| Stoßen    | Shi Zhiyong | 196 kg | Won Jeong-sik  | 195 kg | Nischat Rachimow | 190 kg |

#### Klasse bis 81 kg
| Disziplin | Gold                         | Gold   | Silber                       | Silber | Bronze                       | Bronze |
| --------- | ---------------------------- | ------ | ---------------------------- | ------ | ---------------------------- | ------ |
| Zweikampf | Lü Xiaojun                   | 374 kg | Mohamed Ibah Youssef Mahmoud | 373 kg | Li Dajin                     | 372 kg |
| Reißen    | Mohamed Ibah Youssef Mahmoud | 173 kg | Lü Xiaojun                   | 172 kg | Li Dajin                     | 168 kg |
| Stoßen    | Li Dajin                     | 204 kg | Lü Xiaojun                   | 202 kg | Mohamed Ibah Youssef Mahmoud | 200 kg |

#### Klasse bis 89 kg
| Disziplin | Gold               | Gold   | Silber               | Silber | Bronze                               | Bronze |
| --------- | ------------------ | ------ | -------------------- | ------ | ------------------------------------ | ------ |
| Zweikampf | Artjom Okulow      | 372 kg | Pawal Chadassewitsch | 371 kg | Rewas Dawitadse                      | 371 kg |
| Reißen    | Arley Mendez Perez | 169 kg | Pawal Chadassewitsch | 169 kg | Jhor Esneider Moreno Torres          | 168 kg |
| Stoßen    | Artjom Okulow      | 206 kg | Hakob Mkrttschjan    | 205 kg | Keydomar Giovanni Vallenilla Sanchez | 204 kg |

#### Klasse bis 96 kg
| Disziplin | Gold          | Gold   | Silber   | Silber | Bronze            | Bronze |
| --------- | ------------- | ------ | -------- | ------ | ----------------- | ------ |
| Zweikampf | Sohrab Moradi | 416 kg | Tian Tao | 407 kg | Niculae Onica     | 391 kg |
| Reißen    | Sohrab Moradi | 186 kg | Tian Tao | 181 kg | Jauheni Zichanzou | 180 kg |
| Stoßen    | Sohrab Moradi | 230 kg | Tian Tao | 226 kg | Fares Ibrahim     | 217 kg |

#### Klasse bis 102 kg
| Disziplin | Gold             | Gold   | Silber          | Silber | Bronze          | Bronze |
| --------- | ---------------- | ------ | --------------- | ------ | --------------- | ------ |
| Zweikampf | Ali Hashemi      | 396 kg | Dmytro Tschumak | 393 kg | Reza Beiralvand | 393 kg |
| Reißen    | Akbar Joʻrayev   | 180 kg | Ali Hashemi     | 179 kg | Dmytro Tschumak | 176 kg |
| Stoßen    | Reza Beiralvandi | 218 kg | Dmytro Tschumak | 217 kg | Ali Hashemi     | 217 kg |

#### Klasse bis 109 kg
| Disziplin | Gold              | Gold   | Silber              | Silber | Bronze              | Bronze |
| --------- | ----------------- | ------ | ------------------- | ------ | ------------------- | ------ |
| Zweikampf | Simon Martirosjan | 435 kg | Yang Zhe            | 419 kg | Arkadiusz Michalski | 403 kg |
| Reißen    | Yang Zhe          | 196 kg | Simon Martirosjan   | 195 kg | Rodion Bochkov      | 190 kg |
| Stoßen    | Simon Martirosjan | 240 kg | Arkadiusz Michalski | 228 kg | Ruslan Nurudinov    | 227 kg |

#### Klasse über 109 kg
| Disziplin | Gold              | Gold   | Silber       | Silber | Bronze                | Bronze |
| --------- | ----------------- | ------ | ------------ | ------ | --------------------- | ------ |
| Zweikampf | Lascha Talachadse | 474 kg | Gor Minasjan | 450 kg | Fernando Reis         | 436 kg |
| Reißen    | Lascha Talachadse | 217 kg | Gor Minasjan | 205 kg | Irakli Turmanidze     | 203 kg |
| Stoßen    | Lascha Talachadse | 257 kg | Gor Minasjan | 245 kg | Hojamuhammet Toýçyýew | 240 kg |

Der Usbeke Rustam Dzhangabayev wurde nach der Weltmeisterschaft des Dopings überführt und nachträglich disqualifiziert. Seine Medaillen im Stoßen (245 kg) und im Zweikampf (447 kg) wurden ihm aberkannt.

### Frauen

#### Klasse bis 45 kg
| Disziplin | Gold                 | Gold   | Silber               | Silber | Bronze              | Bronze |
| --------- | -------------------- | ------ | -------------------- | ------ | ------------------- | ------ |
| Zweikampf | Yulduz Dzhumabajewa  | 179 kg | Chiraphan Nanthawong | 171 kg | Katherin Echandia   | 157 kg |
| Reißen    | Chiraphan Nanthawong | 76 kg  | Yulduz Dzhumabajewa  | 75 kg  | Alessandra Pagliaro | 70 kg  |
| Stoßen    | Yulduz Dzhumabajewa  | 104 kg | Chiraphan Nanthawong | 95 kg  | Katherin Echandia   | 90 kg  |

Die Thailänderin Thunya Sukcharoen, die mit 80 kg im Reißen, 106 kg im Stoßen und 186 kg im Zweikampf in allen drei Bereichen Platz 1 belegte, wurde nach der WM des Dopings überführt und musste ihre gewonnenen Medaillen zurückgeben.

#### Klasse bis 49 kg
| Disziplin | Gold       | Gold   | Silber       | Silber | Bronze        | Bronze |
| --------- | ---------- | ------ | ------------ | ------ | ------------- | ------ |
| Zweikampf | Hou Zhihui | 208 kg | Jiang Huihua | 206 kg | Elena Andrieș | 188 kg |
| Reißen    | Hou Zhihui | 93 kg  | Jiang Huihua | 92 kg  | Beatriz Pirón | 84 kg  |
| Stoßen    | Hou Zhihui | 115 kg | Jiang Huihua | 114 kg | Elena Andrieș | 105 kg |

Sowohl die Thailänderin Chayuttra Pramongkhol, die mit 120 kg im Stoßen und mit 210 kg im Zweikampf jeweils Platz 1 belegte, als auch die Thailänderin Sopita Tanasan, die mit 93 kg Rang 1 im Reißen erreichte, wurden nach der WM des Dopings überführt und mussten ihre gewonnenen Medaillen zurückgeben.

#### Klasse bis 55 kg
| Disziplin | Gold           | Gold   | Silber         | Silber | Bronze                | Bronze |
| --------- | -------------- | ------ | -------------- | ------ | --------------------- | ------ |
| Zweikampf | Li Yajun       | 225 kg | Zhang Wangjong | 225 kg | Sülfija Tschinschanlo | 213 kg |
| Reißen    | Li Yajun       | 102 kg | Zhang Wangjong | 101 kg | Muattar Nabieva       | 98 kg  |
| Stoßen    | Zhang Wangjong | 124 kg | Li Yajun       | 123 kg | Sülfija Tschinschanlo | 120 kg |

Die Thailänderin Sukanya Srisurat, die mit 105 kg im Reißen, 127 kg im Stoßen und 232 kg im Zweikampf in allen drei Disziplinen Platz 1 belegte, wurde nach der WM des Dopings überführt und musste ihre gewonnenen Medaillen zurückgeben. Auch der Dopingtest bei der für Moldau antretenden Cristina Iovu war zum wiederholten Male positiv, was eine lange Sperre und die Abgabe ihrer Medaille (123 kg im Stoßen) zur Folge hatte.

#### Klasse bis 59 kg
| Disziplin | Gold           | Gold   | Silber          | Silber | Bronze      | Bronze |
| --------- | -------------- | ------ | --------------- | ------ | ----------- | ------ |
| Zweikampf | Kuo Hsing-chun | 237 kg | Chen Guiming    | 231 kg | Rebeka Koha | 227 kg |
| Reißen    | Kuo Hsing-chun | 105 kg | Thi Duyen Hoang | 103 kg | Rebeka Koha | 103 kg |
| Stoßen    | Chen Guiming   | 133 kg | Kuo Hsing-chun  | 132 kg | Mikiko Andō | 131 kg |

#### Klasse bis 64 kg
| Disziplin | Gold     | Gold   | Silber        | Silber | Bronze             | Bronze |
| --------- | -------- | ------ | ------------- | ------ | ------------------ | ------ |
| Zweikampf | Deng Wei | 252 kg | Rim Un-sim    | 239 kg | Loredana Toma      | 234 kg |
| Reißen    | Deng Wei | 112 kg | Loredana Toma | 110 kg | Karina Goritschewa | 107 kg |
| Stoßen    | Deng Wei | 140 kg | Rim Un-sim    | 134 kg | Mercedes Pérez     | 127 kg |

Die Thailänderin Rattanawan Wamalun belegte ursprünglich Rang 2 im Stoßen (137 kg) und Rang 3 im Zweikampf (239 kg), wurde jedoch nach der WM des Dopings überführt und musste ihre gewonnenen Medaillen zurückgeben.

#### Klasse bis 71 kg
| Disziplin | Gold         | Gold   | Silber                           | Silber | Bronze               | Bronze |
| --------- | ------------ | ------ | -------------------------------- | ------ | -------------------- | ------ |
| Zweikampf | Zhang Wangli | 267 kg | Sara Ahmed                       | 252 kg | Nadezhda Likhaschewa | 242 kg |
| Reißen    | Zhang Wangli | 115 kg | Nadezhda Likhaschewa             | 112 kg | Sara Ahmed           | 111 kg |
| Stoßen    | Zhang Wangli | 152 kg | Sara Samir Elsayed Mohamed Ahmed | 141 kg | Martha Ann Rogers    | 133 kg |

#### Klasse bis 76 kg
| Disziplin | Gold         | Gold   | Silber       | Silber | Bronze                         | Bronze |
| --------- | ------------ | ------ | ------------ | ------ | ------------------------------ | ------ |
| Zweikampf | Wang Zhouyu  | 270 kg | Rim Jong-sim | 269 kg | Neisi Patricia Dajomes Barrera | 259 kg |
| Reißen    | Rim Jong-sim | 119 kg | Wang Zhouyu  | 118 kg | Neisi Patricia Dajomes Barrera | 117 kg |
| Stoßen    | Wang Zhouyu  | 152 kg | Rim Jong-sim | 150 kg | Leidy Yessenia Solis Arboleda  | 146 kg |

#### Klasse bis 81 kg
| Disziplin | Gold                 | Gold   | Silber                | Silber | Bronze               | Bronze |
| --------- | -------------------- | ------ | --------------------- | ------ | -------------------- | ------ |
| Zweikampf | Lidia Valentin Perez | 249 kg | Darja Nawumawa        | 245 kg | Tamara Salazar       | 242 kg |
| Reißen    | Lidia Valentin Perez | 113 kg | Raushan Meshitkhanova | 108 kg | Darja Nawumawa       | 108 kg |
| Stoßen    | Darja Nawumawa       | 137 kg | Tamara Salazar        | 137 kg | Lidia Valentin Perez | 136 kg |

#### Klasse bis 87 kg
| Disziplin | Gold      | Gold   | Silber           | Silber | Bronze                | Bronze |
| --------- | --------- | ------ | ---------------- | ------ | --------------------- | ------ |
| Zweikampf | Ao Hui    | 268 kg | Kim Un-ju        | 263 kg | Crismery Santana      | 254 kg |
| Reißen    | Ao Hui    | 117 kg | Crismery Santana | 116 kg | Kim Un-ju             | 111 kg |
| Stoßen    | Kim Un-ju | 152 kg | Ao Hui           | 151 kg | María Fernanda Valdés | 140 kg |

#### Klasse über 87 kg
| Disziplin | Gold              | Gold   | Silber      | Silber | Bronze        | Bronze |
| --------- | ----------------- | ------ | ----------- | ------ | ------------- | ------ |
| Zweikampf | Tatjana Kashirina | 330 kg | Meng Suping | 327 kg | Kim Kuk-hyang | 295 kg |
| Reißen    | Tatjana Kashirina | 145 kg | Meng Suping | 143 kg | Kim Kuk-hyang | 130 kg |
| Stoßen    | Tatjana Kashirina | 185 kg | Meng Suping | 184 kg | Kim Kuk-hyang | 165 kg |

Die Thailänderin Duangaksorn Chaidee die sowohl im Stoßen (167 kg) als auch im Zweikampf (269 kg) Bronze gewann, wurde nach der WM des Dopings überführt und musste ihre Medaillen zurückgeben.

## Medaillenspiegel
Nur Zweikampfmedaillen
| Rang  | Land                    | Gold | Silber | Bronze | Gesamt |
| ----- | ----------------------- | ---- | ------ | ------ | ------ |
| 1     | Volksrepublik China     | 9    | 8      | 2      | 19     |
| 2     | Iran                    | 2    | 0      | 1      | 3      |
| 3     | Russland                | 2    | 0      | 0      | 2      |
| 4     | Nordkorea               | 1    | 3      | 1      | 5      |
| 5     | Armenien                | 1    | 1      | 0      | 2      |
| 6     | Georgien                | 1    | 0      | 1      | 2      |
| 7     | Indonesien              | 1    | 0      | 0      | 1      |
| 7     | Spanien                 | 1    | 0      | 0      | 1      |
| 7     | Chinesisch Taipeh       | 1    | 0      | 0      | 1      |
| 7     | Turkmenistan            | 1    | 0      | 0      | 1      |
| 11    | Belarus                 | 0    | 3      | 1      | 4      |
| 12    | Ägypten                 | 0    | 2      | 0      | 2      |
| 13    | Kasachstan              | 0    | 1      | 2      | 3      |
| 14    | Südkorea                | 0    | 1      | 0      | 1      |
| 14    | Thailand                | 0    | 1      | 0      | 1      |
| 16    | Rumänien                | 0    | 0      | 3      | 3      |
| 17    | Ecuador                 | 0    | 0      | 2      | 2      |
| 17    | Venezuela               | 0    | 0      | 2      | 2      |
| 19    | Italien                 | 0    | 0      | 1      | 1      |
| 19    | Polen                   | 0    | 0      | 1      | 1      |
| 19    | Brasilien               | 0    | 0      | 1      | 1      |
| 19    | Dominikanische Republik | 0    | 0      | 1      | 1      |
| 19    | Lettland                | 0    | 0      | 1      | 1      |
| Total | Total                   | 20   | 20     | 20     | 60     |